# Santa Anna de Banyuls dels Aspres
Santa Anna de Banyuls dels Aspres és una església del poble rossellonès de Banyuls dels Aspres, a la Catalunya del Nord. Està situada a l'extrem de ponent del poble vell, al carrer de Santa Anna, una mica enlairada per damunt de l'avinguda de l'Olivera, al límit del que degué ser el poble clos medieval.

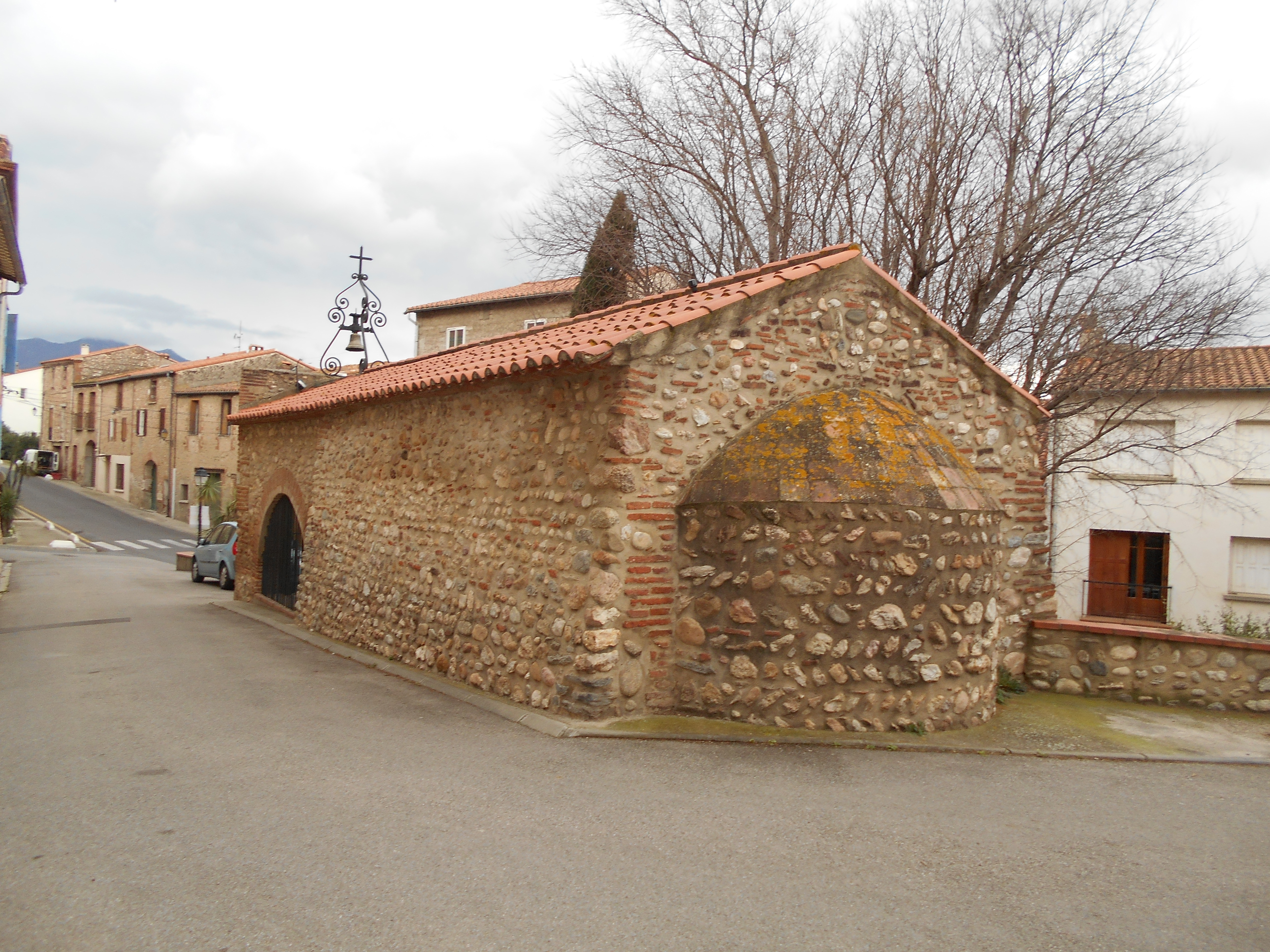
Absis i façana nord-est